# Куршумли-хан
Куршумли-хан (макед. Куршумли ан) или Куршунлу́-хан тур. Kurşunlu han) — османский караван-сарай, расположенный в Старом городе Скопье (Северная Македония). Построен в XVI веке. Находится на левом берегу реки Вардар во дворе музея Македонии. Сооружение служило постоялым двором и тюрьмой. Куршумли-хан — одно из немногих средневековых строений, сохранившихся в Скопье.

## История

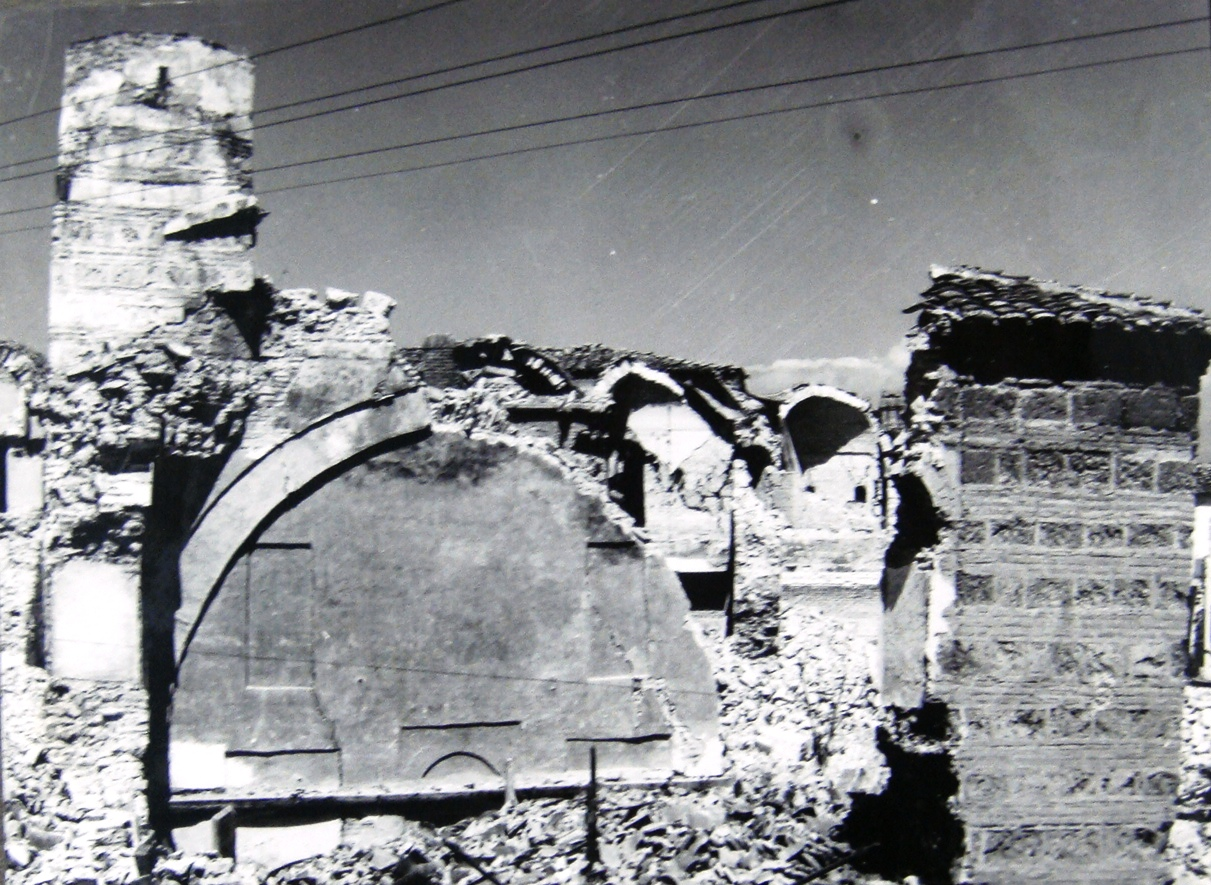
Куршумли-хан после землетрясения 1963 года

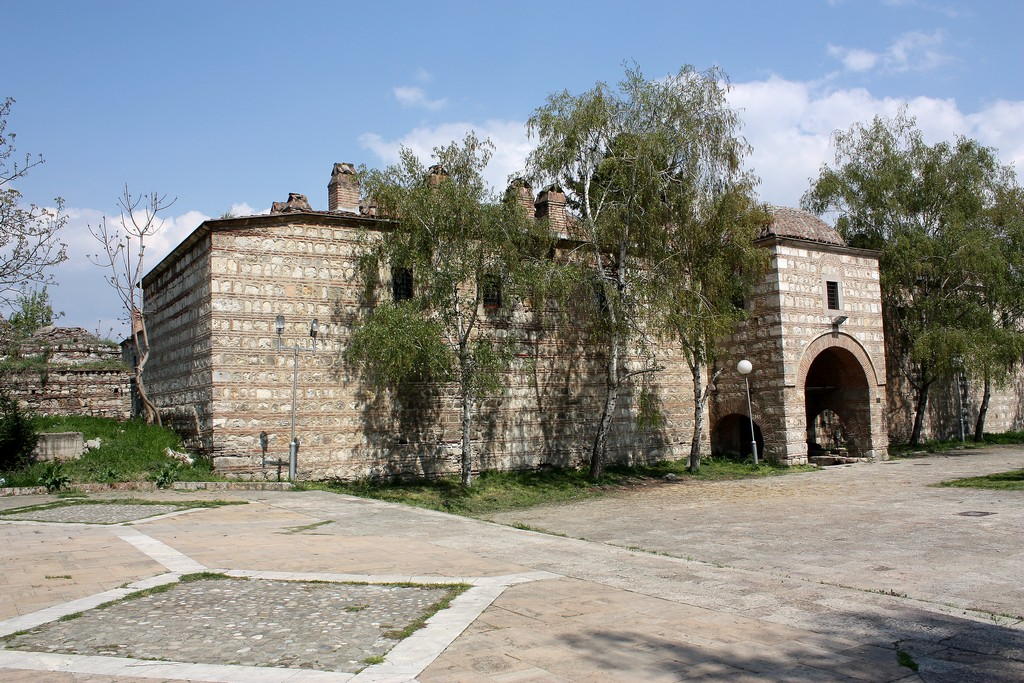
Внешний вид двора

Куршумли-хан был построен в XVI веке, точная дата неизвестна. По некоторым сведениям, здание построил около 1550 года Муслихудин Абдул Гани, также известный как Муэдзин Ходзал-мадини. Предположительно, он был построен на фундаменте более древнего здания. Куршумли-хан служил постоялым двором, там находились конюшни на 100 лошадей. В 1787 году здание было превращено в тюрьму. Там размещались многие болгаро-македонские революционеры. С 1904 по 1914 год здание снова использовалось как гостиница. Куршумли-хан серьёзно пострадал во время землетрясения 1963 года, но затем был восстановлен. В настоящее время является частью музея и используется в качестве лапидария.

## Архитектура
По своей архитектуре Куршумли-хан схож с другими городскими османскими караван-сараями того периода. Стены образуют квадрат, а крыша состоит из пирамидальных куполов. «Куршумли» означает олово, что свидетельствует о том, что этот металл изначально был использован для покрытия крыши (по другой версии крыша была покрыта свинцом). С центральной части Куршумли-хана находится внутренний двор с фонтаном, окружённый двухэтажной крытой галереей. В эту галерею выходят двери номеров, каждый из которых был оборудован камином. Помещения на первом этаже здания использовались в качестве склада, верхний этаж — для спальных помещений. Основной двор соединялся через арку с другим двором, вокруг которого размещались стойла.